# Caractacus Potts
Caractacus Potts è il protagonista della storia per bambini Chitty Chitty Bang Bang di Ian Fleming. Il suo cognome è stato cambiato da Pott a Potts per il film omonimo.
È un inventore che trasforma una vecchia macchina da corsa (chiamata la "Paragon Panther") in una macchina volante, e capace di galleggiare (Chitty Chitty Bang Bang). Queste invenzioni furono disegnate e create da Roland Emett.
Vive con i suoi due figli gemelli di otto anni, Gianni e Gemma, e con Nonno Potts nella fattoria Potts. Ha una relazione con Stella Scrumptious (figlia di Lord Scrumptious). Nel libro, invece, è sposato con una donna di nome Mimsie. Agli sceneggiatori sembrò più opportuno portare sul grande schermo un Caractacus vedovo. Sia nel libro che nel film tenta di vendere le sue caramelle a Lord Scrumptious. A parte le caramelle, la macchina e qualche personaggio, poche altre cose sono state prese dalla storia originale.
Nel 1968, nel film Chitty Chitty Bang Bang, il personaggio di Caractacus è interpretato da Dick Van Dyke. Diversi attori, inclusi Michael Ball (Teatro del West End) e Raúl Esparza (Broadway), lo hanno interpretato in spettacoli teatrali.